# NASA Infrared Telescope Facility
L'Infrared Telescope Facility ou IRTF de la NASA est un télescope infrarouge de 3 mètres de diamètre, situé à 4168 mètres sur le sommet du Mauna Kea. Il a été créé à l'initiative de la NASA pour faciliter la préparation des missions spatiales dans le Système solaire. Sa première lumière a eu lieu en 1979. Le télescope est géré par l'Institute for Astronomy de l'université d'Hawaï, pour le compte de la NASA. Les sièges opérationnels sont à Hilo et Honolulu. Le télescope est optimisé pour l'observation en infrarouge à des longueurs d'onde comprises entre 1 et 25 micromètres. Son miroir de 3,0 mètres est en Cervit 201TM et à une épaisseur de 345 millimètres sur le bord.

## Observations
50 % du temps d'observation est réservé aux objets du Système solaire. 
Un des plus importants programmes d'observation est l'étude du volcanisme d'Io, satellite de Jupiter. Io est un des corps du système solaire les plus actifs sur le plan géologique. La douzaine de volcans actifs renouvellent constamment la surface de cette lune. L'IRTF étudie plus spécialement le volcan Loki. 
L'IRTF a également participé à la mission Cassini, en étudiant l'atmosphère de Saturne, ses anneaux et ses satellites. 
L'IRTF a aussi permis de faire une carte de l'eau et du méthane de l'atmosphère de Mars, et est utilisé pour la mesure de la composition des astéroïdes et des comètes.
Il observe de très jeunes étoiles de notre Voie lactée pour connaître la genèse des planètes autour d'autres étoiles.